# Lady Susan
Lady Susan – powieść epistolarna Jane Austen, napisana w latach 1793-1794, ale opublikowana dopiero w 1871 r. Książkę wydano w Polsce po raz pierwszy w 1997 r. w tłumaczeniu Magdaleny Moltzan-Małkowskiej.

## Fabuła
Główna bohaterka, lady Susan Vernon, zaspokoja swoją próżność, bawiąc się uczuciami adorujących ją mężczyzn.

## Adaptacje
Powieść stała się podstawą dla filmu z 2016 r. pt. Przyjaźń czy kochanie? (ang. Love & Friendship) w reżyserii Whita Stillmana i z Kate Beckinsale w roli głównej.